# Test F

Un test F cu distribuția de probabilitate d1 și d2 = 10, la un nivel de semnificație de 0,05. (zona cu roșu indică regiunea critică)

Testul F (în engleză F-test) este un test statistic care compară varianțele. Acesta este utilizat pentru a determina dacă varianțele a două eșantioane sau dacă raporturile varianțelor între mai multe eșantioane sunt semnificativ diferite. Testul calculează o statistică, reprezentată de variabila aleatorie F, și verifică dacă aceasta urmează o distribuție F. Această verificare este valabilă dacă ipoteza nulă este adevărată și ipotezele standard privind erorile (ε) din date sunt valabile.
Testele F sunt utilizate frecvent în statistică pentru a compara diferite modele statistice și pentru a găsi modelul care descrie cel mai bine populația din care provin datele. Atunci când modelele sunt create utilizând metoda celor mai mici pătrate, testele F rezultate sunt adesea numite teste F „exacte”. Statistica F a fost dezvoltată de Ronald Fisher în anii 1920 sub denumirea de raportul varianței (engleză variance ratio) și a fost denumită ulterior în onoarea sa de George W. Snedecor.

## Aplicabilitate

### ANOVA

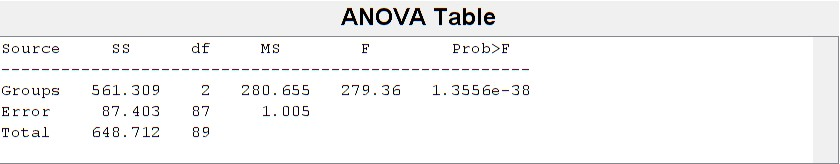
Tabel ANOVA unidirecțional cu 3 grupuri aleatorii care au fiecare 30 de observații. Valoarea F este calculată în penultima coloană

Se consideră cazul în care ipoteza că mediile unui set obținut dintr-o populație cu distribuție normală, toate având aceeași abatere standard, sunt egale. Acesta este probabil cel mai cunoscut test F și joacă un rol important în analiza varianței (ANOVA).
Testul F de analiză a varianței (ANOVA) respectă trei ipoteze:
- Normalitate statistică
- Omogenitatea varianței (homoscedasticitatea)
- Independența erorilor și eșantionarea aleatorie